# Magyarország malmainak listája
Magyarország malmainak listája tartalmazza az ország területén ma létező és a történelem során egykoron létezett malmokat. A lista elkülönítve szerepelteti a vízimalmokat a szárazmalmoktól, illetve a szélmalmokat a kézi malmoktól, mivel malmokkal foglalkozó szakirodalmi művek is megkülönböztetnek kézi-, száraz-, vízi- és szélmalmokat.

## Vízimalmok
| Település neve              | Malom neve                                                         | Vízenergiát biztosító vízfolyás neve     | Építés éve, vagy fellelhető származás ideje-megszűnésének ideje                 | Jelenlegi állapota                                                                                    |
| --------------------------- | ------------------------------------------------------------------ | ---------------------------------------- | ------------------------------------------------------------------------------- | --- |
| Andornaktálya-Andornak      | Mocsáry-malom                                                      | Eger-patak                               |                                                                                 | - |
| Andornaktálya-Kistálya      | Tót-malom                                                          | Eger-patak                               | -                                                                               | - |
| Arnót                       | Zbuska puszta patakmalma                                           | -                                        | -                                                                               | - |
| Bakonykúti                  | Vízimalom                                                          | -                                        | 1869-ben még állt.                                                              | - |
| Bakonynána                  | Fridler malom                                                      | -                                        | -                                                                               | - |
| Balatonhenye                | Takács malom                                                       | -                                        | -                                                                               | - |
| Bánd                        | Menyekei malom                                                     | Séd                                      | 18.sz.                                                                          | - |
| Bánd                        | Schönig malom                                                      | Séd                                      | 18.sz.                                                                          | romos,Francis turbinaháza megvan.                                                                     |
| Bánd                        | Essegvári malom                                                    | Séd                                      | 18.sz.                                                                          | zúgója megvan, most lakóépület                                                                        |
| Bánd                        | Budai malom                                                        | Séd                                      | 18.sz.                                                                          | most lakóépület                                                                                       |
| Barka-Ma Szlovákia          | Barkai-vízimalom                                                   | Csermosnya patak                         | -                                                                               | - |
| Bátonyterenye-Maconka       | vízimalom                                                          | -                                        | -                                                                               | - |
| Berhida                     | Hegedűs malom                                                      | -                                        | -                                                                               | - |
| Berhida                     | Sebők malom                                                        | -                                        | -                                                                               | - |
| Bodorfa                     | Egyed malom                                                        | -kígyós patak                            | -                                                                               | - |
| Bükkábrány                  | vízimalom                                                          | Kácsi-patak, vagy Sály-patak             | 1292                                                                            | - |
| Bükkábrány (Felsőábrány)    | Felsőábrányi-malom                                                 | Kácsi-patak, vagy Sály-patak             | 1602                                                                            | - |
| Bükkábrány                  | Káptalan-malom                                                     | Sály-patak                               | n.a.                                                                            | - |
| Bükkábrány                  | Határ-malom                                                        | Sály-patak                               | n.a.                                                                            | - |
| Bükkábrány                  | Német-malom                                                        | Sály-patak                               | 19. század első fele                                                            | - |
| Bükkábrány (Alsóábrány)     | Szent János malom                                                  | Kácsi-patak                              | 18. század                                                                      | - |
| Bükkábrány (Alsóábrány)     | Búszer malom                                                       | Kácsi-patak                              | 18. század                                                                      | - |
| Bükkábrány (Alsóábrány)     | Szilaj malom                                                       | Sály-patak                               | 18. század                                                                      | - |
| Bükkábrány (Alsóábrány)     | vízimalom                                                          | Kácsi-patak, vagy Sály-patak             | 18. század                                                                      | - |
| Bükkszék                    | Széki malom                                                        | -                                        | -                                                                               | - |
| Csabrendek                  | Hobaji felső malom                                                 | -                                        | -                                                                               | - |
| Csabrendek                  | Új malom                                                           | -                                        | -                                                                               | - |
| Csabrendek                  | Vér malom                                                          | -                                        | -                                                                               | - |
| Csáfordjánosfa              | Jánosfai malom                                                     | Répce                                    | -                                                                               | romos                                                                                                 |
| Csernáton                   | Bíró malom                                                         | Nagypatak                                | 17.század                                                                       | működő                                                                                                |
| Csopak                      | Plul-féle vízimalom                                                | -                                        | -                                                                               | - |
| Csopak                      | Víg molnár malom                                                   | -                                        | -                                                                               | Ma csárdaként üzemel                                                                                  |
| Csopak                      | vízimalom                                                          | -                                        | -                                                                               | Ma csárdaként üzemel                                                                                  |
| Csörötnek                   | Bekes- vagy Békés-malom                                            | A Rába folyóról leágazó üzemvíz-csatorna | 1814                                                                            | Rossz állapotú, felújítása tervben van                                                                |
| Diszel                      | Csabi malom                                                        | -                                        | -                                                                               | - |
| Diszel                      | Kasza malom                                                        | -                                        | -                                                                               | - |
| Diszel                      | Szarvas malom                                                      | -                                        | -                                                                               | - |
| Diszel                      | Tóth malom                                                         | -                                        | -                                                                               | - |
| Dunaalmás                   | Öregmalom                                                          | Által-ér                                 | 17. század, 1917-ben átalakították dízelmotoros hengermalommá, 1964-ig működött | felújítás alatt                                                                                       |
| Dunaalmás                   | Török kori malom                                                   | Által-ér                                 | 1677                                                                            | romos állapotban van                                                                                  |
| Eger                        | Adamcsek-malom                                                     | Eger-patak                               | -                                                                               | - |
| Eger                        | darálómalom                                                        | Eger-patak                               | -                                                                               | - |
| Eger                        | Kallómalom                                                         | Eger-patak                               | -                                                                               | - |
| Eger                        | Polónyi-malom, Engler-malom, Egervári-malom                        | Eger-patak                               | -                                                                               | - |
| Eger                        | Práff-malom                                                        | Eger-patak                               | -                                                                               | - |
| Eger                        | Püspöki-malom                                                      | Eger-patak                               | -                                                                               | - |
| Eger-Felnémet               | Rizskásamalom                                                      | Tárkányi-patak                           | -                                                                               | romos                                                                                                 |
| Eger                        | Városi malom                                                       | Eger-patak                               | -                                                                               | - |
| Egerfarmos                  | Egerfarmosi malom                                                  | Eger-patak                               | -                                                                               | - |
| Egerlövő                    | Egerlövői malom                                                    | Eger-patak                               | -                                                                               | - |
| Erdőkövesd                  | vízimalom                                                          | -                                        | -                                                                               | - |
| Füzesabony                  | Király-malom                                                       | Eger-patak                               | -                                                                               | - |
| Füzesabony                  | Városrévi-malom                                                    | Eger-patak                               | -                                                                               | - |
| Gyepükaján                  | Szalai malom                                                       | -                                        | -                                                                               | - |
| Gyóró                       | vízimalom                                                          |                                          |                                                                                 | Felújításra szorul                                                                                    |
| Gyöngyös-Mátrafüred         | vízimalom                                                          | Gyökeres-patak                           | 1881                                                                            | Ma a Magyar Tudományos Akadémia Mátraházai akadémiai Üdülőjének területén áll. 1996-ban felújították. |
| Gyöngyösmellék              | Kaporai-malom (Hajdú-malom)                                        | Nyugati-Gyöngyös                         |                                                                                 | Az épület ma is áll                                                                                   |
| Gyöngyössolymos             | Pincés malom                                                       | Nagy-patak                               | 18. század, 1964 óta műemlék                                                    | Az épület ma is áll.                                                                                  |
| Gyulakeszi                  | Csigó malom                                                        | -                                        | -                                                                               | - |
| Harsány                     | vízimalom                                                          | Csincse-patak                            | -                                                                               | - |
| Hajmáskér                   | Berthold malom                                                     | -                                        | -                                                                               | - |
| Hegyesd                     | Inhoff malom                                                       | -                                        | -                                                                               | - |
| Hegymagas                   | Zinkei malom                                                       | -                                        | -                                                                               | - |
| Istenmezeje                 | vízimalom                                                          | -                                        | -                                                                               | - |
| Jásd                        | Poós-malom                                                         | -                                        | -                                                                               | Látogatható malommúzeum                                                                               |
| Kács                        | vízimalom                                                          | Kácsi-patak                              | 1888                                                                            | Az épület műemlékvédelmi oltalom alatt áll, a berendezések állapota rossz, környezete rendezett.      |
| Kács                        | Bodnár-malom                                                       | Kácsi-patak                              | -                                                                               | Romos, felújítandó                                                                                    |
| Kács                        | Égett-malom                                                        | Kácsi-patak                              | -                                                                               | - |
| Kács                        | Gödör-malom                                                        | Kácsi-patak                              | -                                                                               | - |
| Kács                        | Kecskekő-malom                                                     | Kácsi-patak                              | -                                                                               | - |
| Kács                        | Kis-malom                                                          | Kácsi-patak                              | -                                                                               | - |
| Kács                        | Tizedes-malom                                                      | Kácsi-patak                              | -                                                                               | - |
| Kács                        | Zsindeles-malom                                                    | Kácsi-patak                              | -                                                                               | - |
| Kádárta                     | Vízimalom                                                          | Séd                                      | -                                                                               | - |
| Kapolcs                     | Falumalom                                                          | Eger-patak                               | -                                                                               | Látogatható malommúzeum                                                                               |
| Kaposvár                    | Lenkovits-malom                                                    | Egykori Malom-árok                       | A régi kallómalmot 1848 után alakították vízimalommá                            | Romos, nem működik, itt már maga a Malom-árok sem létezik                                             |
| Kaposvár                    | Nedevits-malom                                                     | Malom-árok                               | 1840 – 20. század vége                                                          | Lebontva                                                                                              |
| Kisbacon                    | Keresztes malom                                                    | Barót pataka                             | 1836-ban épült                                                                  | működő                                                                                                |
| Kötcse                      | Bende-malom (Nagymalom)                                            | Nagymetszés-patak (Büdösgáti-víz)        | -                                                                               | Romos, felújítandó[forrás?]                                                                           |
| Maklár                      | Sumi-malom, Felső-malom                                            | Eger-patak                               | -                                                                               | Nincs felszíni nyoma                                                                                  |
| Maklár                      | Szabó-malom, Alsó-malom                                            | Eger-patak                               | -                                                                               | Alapjai láthatóak                                                                                     |
| Malomsok                    | vízimalom                                                          | Rába                                     | 1870-es években lebontatták a folyószabályozás miatt.                           | Lebontották                                                                                           |
| Magyarhermány               | Baló Pető vízimalom                                                | Barót vize                               | 18.sz.                                                                          | működő                                                                                                |
| Marcaltő                    | vízimalmok                                                         | -                                        | -                                                                               | |
| Márkó                       | vízimalom                                                          | -                                        | -                                                                               | Az egykori malomépület ma fogadóként és étteremként működik.                                          |
| Mezőtárkány                 | Mezőtárkányi malom, főkáptalani vízimalom                          | Eger-patak                               | -                                                                               | - |
| Miskolc                     | Bük-féle malom                                                     | -                                        | -                                                                               | - |
| Miskolc                     | darázsmalom                                                        | -                                        | 1652                                                                            | - |
| Miskolc                     | Fáy-féle malom                                                     | -                                        | -                                                                               | - |
| Miskolc                     | Király-malom                                                       | -                                        | -                                                                               | - |
| Miskolc                     | Kis malom                                                          | -                                        | -                                                                               | - |
| Miskolc                     | Nagy Ignátz malom                                                  | -                                        | -                                                                               | - |
| Miskolc                     | Pálosok malma (Diósgyőr)                                           | -                                        | 1570                                                                            | - |
| Miskolc                     | Pap-malom                                                          | -                                        | 15. század végétől 1892-ig                                                      | - |
| Miskolc                     | Vágó malom                                                         | -                                        | 15. század vége-1878                                                            | - |
| Miskolc                     | Városi malom                                                       | -                                        | -                                                                               | - |
| Mohács                      | Szent Miklós-malom                                                 | Csele-patak                              | -                                                                               | Látogatható malommúzeum                                                                               |
| Mohács[forrás?]             | Paprikamalom - vízimalom[forrás?]                                  | Jenyei-patak[forrás?]                    | 1526-ban már állt, pontos dátum nincs[forrás?]                                  | Lakóépület, felújítva, minden szerkezet megvan[forrás?]                                               |
| Nagybörzsöny                | Nagybörzsönyi-vízimalom                                            | Börzsöny-patak                           | 19. század közepe                                                               | Látogatható malommúzeum                                                                               |
| Nagytálya                   | Berki-malom                                                        | Eger-patak                               | -                                                                               | Romos                                                                                                 |
| Nagytálya                   | Szentkereszti malom                                                | Eger-patak                               | -                                                                               | Az épületek állnak, raktárként működik                                                                |
| Nagytevel                   | vízimalom                                                          | -                                        | -                                                                               | Ma berendezése a szentendrei skanzenben a nyirádi vízmalomban látható                                 |
| Nemesgörzsöny-Felsőgörzsöny | vízimalom                                                          | -                                        | -                                                                               | - |
| Nemeshany                   | Csizmadia-vízimalom                                                | -                                        | 1907                                                                            | Látogatható malommúzeum                                                                               |
| Nyirád                      | vízimalom                                                          | -                                        | -                                                                               | Ma a szentendrei skanzenben áll                                                                       |
| Orfű                        | Orfűi-vízimalom                                                    | -                                        | -                                                                               | Látogatható malommúzeum                                                                               |
| Örvényes                    | Örvényesi-vízimalom                                                | Pécsely-patak                            | 11. század                                                                      | Látogatható malommúzeum                                                                               |
| Pálháza                     | Pálházi Vízimalom                                                  | Bisó patak                               | 2016                                                                            | Új építés, látogatható működő vízimalom, sütőház, étterem                                             |
| Péterhida                   | Péterhidai vízimalom (Széchényi-malom, Jeki-malom, Ratalics-malom) |                                          | 1810                                                                            | Felújítva                                                                                             |
| Röjtökmuzsaj                | Röjtökmuzsaji-vízimalom                                            | Ikva                                     | 1670, 1680 közt                                                                 | Látogatható malommúzeum múzeum                                                                        |
| Sáregres                    | Vízimalom                                                          | Malomcsatorna                            |                                                                                 | rossz állapot                                                                                         |
| Szarvaskő                   | Füzér-malom                                                        | Eger-patak                               | -                                                                               | Romos, omladozó, elhanyagolt állapotú                                                                 |
| Székelyvarság               | Vízimalom                                                          |                                          |                                                                                 | |
| Szilvásvárad                | vízimalom                                                          | -                                        | -                                                                               | - |
| Szilvásvárad                | Szalajka-vízimalom                                                 | Szalajka-patak                           | -                                                                               | Látogatható állapotban van.                                                                           |
| Táska                       | Vízimalom                                                          | Malomárok                                |                                                                                 | |
| Tata                        | Ciframalom                                                         | -                                        | 13-16. század                                                                   | Felújítandó                                                                                           |
| Túristvándi                 | Túristvándi vízimalom                                              | Öreg-Túr                                 | 1752 előtt                                                                      | Látogatható malommúzeum                                                                               |
| Varászló                    | Vízimalom                                                          |                                          | 19. század                                                                      | Lebontva (pedig műemlék volt)                                                                         |
| Várpalota-Inota             | Alsó Müller malom                                                  | -                                        | -                                                                               | - |
| Várpalota-Inota             | Felső Müller malom                                                 | -                                        | -                                                                               | - |
| Várpalota-Inota             | Maráczi malom                                                      | -                                        | -                                                                               | - |
| Várpalota-Inota             | Musszel malom                                                      | -                                        | -                                                                               | - |
| Várpalota-Inota             | Nemes malom                                                        | -                                        | -                                                                               | - |
| Várpalota-Inota             | Szalay malom                                                       | -                                        | -                                                                               | - |
| Vékény                      | vízimalom                                                          |                                          |                                                                                 | Jó állapotú                                                                                           |
| Velem                       | Velemi-vízimalom                                                   | -                                        | 1568, vagy korábban                                                             | Jelenleg látogatható malom múzeum                                                                     |
| Veszprém                    | Gabriel-malom                                                      | -                                        | 13-16. század                                                                   | - |
| Veszprém                    | Fenyves Malom                                                      | -                                        | 1846.                                                                           | Jelenleg látogatható bejelentkezés alapján.                                                           |
| Vigántpetend                | vízimalom                                                          | Eger-patak                               | -                                                                               | - |
| Vilonya                     | vízimalom                                                          | Séd                                      | 1783 vagy korábban                                                              | - |
| Visznek                     | vízimalom                                                          | -                                        | -                                                                               | - |
| Zalaszántó                  | Kotsy vízimalom                                                    | -                                        | 1915 vagy előbb                                                                 | Látogatható, felújított vízimalom múzeum                                                              |

## Szélmalmok
| Település neve                           | Malom neve                                       | Építés éve, vagy fellelhető származás ideje-megszűnésének ideje | Jelenlegi állapota                                                      |
| ---------------------------------------- | ------------------------------------------------ | --------------------------------------------------------------- | ----------------------------------------------------------------------- |
| Békéscsaba                               | Csókási szélmalom                                | 1856–1860 között épült                                          | Békéssámson mellől 1978-ban áttelepítették a békéscsabai gabonamúzeumba |
| Debrecen                                 | Hortobágyi malom                                 | 19. század                                                      | Szállodává alakítják                                                    |
| Fábiánsebestyén                          | Cserna-féle malom                                |                                                                 | Jó,látogatható                                                          |
| Felgyő                                   | Szélmalom                                        | 1886                                                            | Ma húsüzem működik benne.                                               |
| Felsőszentiván                           | Szélmalom                                        | 19. század vége–2010                                            | Összedőlt                                                               |
| Hajdúböszörmény                          | Volt szélmalom                                   | 1863                                                            | A malom megszűnt, vitorlája is hiányzik, de jó állapotú                 |
| Hódmezővásárhely-Erzsébetitanyák         | Papi-féle malom                                  | 1856                                                            | látogatható múzeum                                                      |
| Jánoshalma                               | Bognár Józsefné-féle malom (Doktor-telepi malom) | 1892                                                            | Vitorlája hiányzik                                                      |
| Karcag                                   | Gál-féle malom                                   | 1850-es évek                                                    | Látogatható múzeum                                                      |
| Kengyel                                  | Bagi majori szélmalom                            | 1850-1945                                                       | Jó, ma madártani megfigyelőhelyként szolgál.                            |
| Kiskunfélegyháza                         | Pajkos-Szabó-féle malom                          | 19. század második fele                                         | Vitorlája hiányzik                                                      |
| Kiskunhalas                              | Sáfrik-féle malom                                | 1860-as évek                                                    | Jó                                                                      |
| Kunfehértó                               | Szélmalom                                        |                                                                 | Összedőlt                                                               |
| Kunhegyes                                | Komlóssy-féle malom                              |                                                                 | látogatható múzeum                                                      |
| Kunszentmárton                           | Szélmalom                                        | 1868                                                            | 2015. február 15-én összedőlt                                           |
| Mártély                                  | Késmárki Imre-féle malom                         |                                                                 | Jó                                                                      |
| Ópusztaszer, Nemzeti Történeti Emlékpark | Szélmalom                                        |                                                                 | látogatható múzeum                                                      |
| Örménykút                                | Bakulya-féle malom                               | 1850-es évek                                                    | jó állapotú, vitorlája hiányzik                                         |
| Sopron                                   | Szélmalom                                        | 1841                                                            | Jó                                                                      |
| Szeged-Kiskundorozsma                    | Dorozsmai szélmalom                              | 1821                                                            | Látogatható múzeum                                                      |
| Szegvár                                  | Szélmalom                                        |                                                                 | Vitorlája hiányzik,látogatható múzeum                                   |
| Székkutas                                | Piroska-féle malom                               |                                                                 | Vitorlája hiányzik,rossz állapotú                                       |
| Tataháza                                 | Lajkó Márton-féle malom                          | 19. század második fele                                         | Vitorlája hiányzik                                                      |
| Tés                                      | Szélmalom                                        | 1840                                                            | látogatható múzeum                                                      |
| Tés                                      | Szélmalom                                        |                                                                 | látogatható múzeum                                                      |
| Túrkeve                                  | Szélmalom                                        | 19. század                                                      | 2016-ban összedőlt                                                      |

## Egyéb malmok
| Település neve | Malom neve                         | Építés éve, vagy fellelhető származás ideje-megszűnésének ideje | Jelenlegi állapota                                     |
| -------------- | ---------------------------------- | --------------------------------------------------------------- | ------------------------------------------------------ |
| Baja           | Bajai malom                        |                                                                 | Működő malom, épülete helyi építészeti érték           |
| Bárdudvarnok   | Czeibert-malom                     | Az eredeti boronamalmot 1905-ben építették át téglaépületté     | Csak a romjai láthatók                                 |
| Baté           | Batéi gőzmalom                     |                                                                 | Felújítva, ma helytörténeti kiállítás és turistaszálló |
| Hollád         | Gőzmalom                           |                                                                 | Omladozó                                               |
| Jánoshalma     | Felső-Bácskai Műmalom              | 1907                                                            | Jó állapotú                                            |
| Kadarkút       | Horváth-malom                      |                                                                 | Viszonylag jó állapotú                                 |
| Kaposvár       | MIR-malom                          | 1916–1917                                                       | Jó állapotú, megszűnt malom                            |
| Segesd         | Malom                              | 19. század                                                      | Felújítva, ma múzeum                                   |
| Szeged         | Pálfy-féle gépgyár és paprikamalom | 1871-1912                                                       | Megszűnt                                               |
| Szarvas        | Szárazmalom                        |                                                                 | látogatható múzeum                                     |
| Tarpa          | Szárazmalom                        | 19. század eleje                                                | Jó állapotú, bemutatóhely                              |